# Años 600 a. C.
Los años 600 antes de Cristo transcurrieron entre los años 609 a. C. y 600 a. C. 

## Acontecimientos
- 609 a. C.: en la batalla de Megido (actual Israel) muere el rey Josías del reino de Judá contra el faraón Necao II de Egipto, quien estaba viajando al norte para ayudar al estado asirio de Ashur-uballit II.
- 609 a. C.: los babilonios derrotan al ejército asirio de Asurubalit II y capturan Harrán. Ashur-uballit, el último rey asirio, desaparece de la historia.
- 609 a. C.: Joacaz sucede a su padre Josías como rey de Judá, pero rápidamente el faraón Necao II lo depone, e instala en su lugar a otro hijo de Josías y hermano de Joacaz, Eliaquín, que cambió el nombre por el de Joaquim (II Reyes, 23:31-34).
- 607 a. C.: en China, muerte de Zhou Kuang Wang, rey de la dinastía Zhou.
- 606 a. C.: en China, Zhou Ding Wang se vuelve rey de la dinastía Zhou.
- 606 a. C.: Nabucodonosor II conquista Nínive
- 605 a. C.: 
  - Batalla de Karkemish: el príncipe heredero Nabucodonosor II de Babilonia derrota al ejército de Necao II de Egipto, asegurando la conquista de Asiria. El ejército babilonio continúa hasta Siria, conquistando el reino de Judá.
  - Nabucodonosor II, hijo de Nabopolasar, fundador de la Dinastía Caldea o Neobabilónica, sube al trono. Convierte a Babilonia en la capital de un amplio imperio que se extiende hasta Palestina y Siria.[1]
- 604 a. C.: Babilonia consigue tener costa en el Mediterráneo.
- 600 a. C.: 
  - Cartago se expande por los territorios del Sáhara.
  - El filósofo griego Tales de Mileto concluye que el agua es el elemento común a toda la naturaleza y que la naturaleza se conduce de acuerdo a las leyes inalterables que se pueden llegar a conocer. A partir de esta idea nace el concepto de "ciencia".[1]
  - El Kouros de Sunion, estatua griega de un muchacho desnudo, fue una de las más altas que jamás se realizaron. Evidencia la influencia del arte egipcio.[1]
  - El profeta persa Zoroastro funda una religión basada en la creencia en un dios supremo de la justicia, Ahura Mazda. La nueva religión se conocerá como zoroastrismo.[1]
  - En Corinto, un alfarero realiza el jarro (olpe). Se encuentra ahora en el Museo Británico (en Londres).
  - En el sur de Colombia, en la región andina, inicia su desarrollo la cultura de San Agustín, caracterizada por su estatutaria monumental, sus oratorios y sus necrópolis.[1]
  - En la Antigua Grecia comienza el periodo de escultura.
  - En la Antigua Grecia termina el periodo orientalizado de jarras.
  - En Persia se vuelve popular el zoroastrismo.
  - Esmirna es saqueada y destruida.
  - Expedición fenicia mandada por el faraón Necao II. Primera circunnavegación de África.
  - Fundación de Capua (25 km al norte de Nápoles).
  - Fundación de Pompeya.
  - Fundación del reino de Armenia.
  - Los celtas fundan Milán (fecha aproximada).
  - Los chinos dominan las técnicas de fundición, moldeado y forja del hierro. Las nuevas herramientas, entre las que se destaca el arado, impulsan la agricultura.[1]
  - Los focenses fundan Massalia (Marsella).
  - Nabucodonosor II ordena la construcción de los jardines colgantes de Babilonia, considerados una de las siete maravillas del mundo antiguo.[1]
  - Primeras chozas en Emain Macha (en el condado Armagh, Irlanda del Norte), datadas por radiocarbono.
  - Se crea, en Grecia, el orden arquitectónico dórico: templos de planta rectangular con peristilo y pórtico, y una cámara que alberga la estatua objeto de culto. En la Grecia oriental (las islas jónicas) surge el orden jónico más ornamentado.[1]
  - Según el Libro de Mormón, el profeta Lehi habría llevado a su grupo fuera de Jerusalén antes de su destrucción. .
  - Tao Te King, libro escrito por Lao-Tsé.
  - Tikal, los primeros pequeños grupos de gente se establecen en lo que después se convertiría en el área central de la ciudad. Al norte de Petén en Guatemala.
  - Un artista ático realiza un kuros (estatua de joven) de 1,95 m, que se encuentra actualmente en el Museo Metropolitano de Arte (en Nueva York). (Ver foto y datos)
- c. 600 a 580 a. C.: se construye el templo de Ártemis en Korkyra (Corfú).
- 600-575 a. C.: Fundación de Emporion. Se forma la cultura ibérica, así como la cultura castreña. En torno al año 600 a. C. aparece el ibérico antiguo en la zona Sureste, Levante y Nordeste de la península ibérica.
- 600-525 a. C.: Afluyen objetos griegos a la Tartéside. Existe comercio entre los focences y Argantonio.

## Personas relevantes[2]
- 605 a. C. — Fallecimiento de Nabopolasar, primer gobernante del Imperio neobabilonio.
- Hacia 600 a. C. — Nacimiento de Cambises I de Anshan, rey de la dinastía aqueménida (fecha aproximada).
- H. 600 a. C. — Tales de Mileto, filósofo griego.